# کوبدار
کُبدار (به اسپانیایی: Cóbdar) دهستانی در استان آلمریای اسپانیا است.
در این دهستان ۲۱۰ نفر زندگی می‌کنند. مساحت این دهستان ۳۱٫۸۳ کیلومتر مربع است.